# 立成良三
立成 良三（たつなり よしぞう）は、日本の建築技師・都市計画家。元大阪府建築部長。国土交通省社会資本整備審議会第5回都市計画分科会/建築分科会集団規定のあり方部会専門委員。元日本建築協会理事/監事。元建築技術教育普及センター理事。元大阪住宅センター・大阪府建設監理協会理事長。

## 略歴
1962年大阪工業大学工学部建築学科卒業。同年、大阪府建築部（現：都市整備部住宅建築局）に入庁。主に都市計画・宅地開発に従事し、その後、建築部長まで務めた。 2002年大阪府建設監理協会理事長。1998年財団法人大阪住宅センター理事長。2011年建築技術教育普及センター理事。2010年秋の叙勲で瑞宝小綬章受章。
主な所属学会は、日本建築協会、大阪府建設監理協会。主な著書は、これからのいえづくり・まちづくり- 計画的小集団開発（共著、学芸出版社1979、学術書）。

## 主な研究
- 転換期にあるニュータウン開発の手法[6]
- 民間宅地開発の現状と問題点
- 都市再生に向けた建築基準法集団規定のあり方 各論 〜今後の集団規定に望むもの[7]
- 行政とミニ開発の対応 〜誘引としての行政側の実態